# 伯哈寧
伯哈寧（1929年7月25日—），加拿大商人、政治人物，加拿大自由黨籍。
1929年生於亞伯達省愛民頓。曾在倫敦人壽保險公司任職。1968年當選加拿大下議院議員，代表倫敦西選區。
1970年代初先後擔任印第安事務及北方發展部長國會秘書、財政部長國會秘書。
1974年任印第安事務及北方發展部長。1976年轉任工務部長兼科技國務部長。1978年轉任庫務委員會主席，1979年卸任。1980年8月辭去議員席位。
1995年協助設立加拿大旅遊局並出任該局主席直至2002年退休。2000年獲授予加拿大官佐勳章。
加拿大圖書文獻庫藏有伯哈寧的檔案全宗。

## 外部連結
- 伯哈寧 – 加拿大国会传记